# باره (پرییپویه)
باره (به صربی: Bare) یک منطقهٔ مسکونی در صربستان است که در پریژپولجه واقع شده‌است. باره ۵۶ نفر جمعیت دارد.